# Tipula (Lunatipula) decolor
Tipula (Lunatipula) decolor is een tweevleugelige uit de familie langpootmuggen (Tipulidae). De soort komt voor in het Palearctisch gebied.